# 切雷托-迪斯波莱托
切雷托-迪斯波莱托（義大利語：Cerreto di Spoleto），是意大利翁布里亚大区佩鲁贾省的一个市镇。总面积74.79平方公里，人口1167人，人口密度15.6人/平方公里（2009年）。ISTAT代码为054010。据信为英语词“charlatan”的来源，因为该镇Cerreto曾因该地江湖医生辈出而闻名。